# Villa Alhué
Villa Alhué es una localidad de Chile, situada en la Región Metropolitana de Santiago. Es capital de la comuna de Alhué, ubicada al sur de la provincia de Melipilla, y cuenta con una población de 2.593 habitantes. Antiguamente dependía de la ciudad de Rancagua y por algún tiempo perteneció a la provincia de O'Higgins, volviendo posteriormente a la Región Metropolitana de Santiago.